# Hubert Biedermann
Hubert Biedermann (* 1953) ist ein Ingenieur und Professor für Wirtschafts- und Betriebswissenschaften an der Montanuniversität Leoben. Er war von 2003 bis 2011 Vizerektor der Montanuniversität Leoben und ist seit 1989 Präsident der Österreichische technisch-wissenschaftliche Vereinigung für Instandhaltung und Anlagenwirtschaft.

## Leben und Wirken
Hubert Biedermann maturierte 1972 an der HTL in Elektrotechnik. Anschließend studierte er Hüttenwesen an der Montanuniversität Leoben und schloss sein Studium als Diplom-Ingenieur 1979 ab. Während seines Studiums wurde er Mitglied im Corps Schacht Leoben. Danach promovierte er 1983 und habilitierte 1989 im Fachgebiet der Industriebetriebslehre. Seit 1995 ist er Professor am Institutes für Wirtschafts- und Betriebswissenschaften und seit 2003 auch Leiter des Departments Wirtschafts- und Betriebswissenschaften in Leoben. Von 2003 bis 2011 war er Vizerektor der Montanuniversität Leoben.

## Ehrenamt
- Präsident der Österreichische technisch-wissenschaftliche Vereinigung für Instandhaltung und Anlagenwirtschaft (seit 1989)
- Mitglied in mehreren Curriculumskommissionen an der Montanuniversität Leoben
- Mitglied in weiteren Berufungskommissionen an der TU Graz, Weiz, Leoben
- Mitglied der Wissenschaftlichen Gesellschaft für Arbeits- und Betriebsorganisation
- Mitglied der European Academy for Industrial Management